# さよならをもう一度 (チェッカーズの曲)
「さよならをもう一度」（さよならをもういちど）は1990年11月21日にリリースされた、チェッカーズの24枚目のシングル。

## 解説
本作が初登場でランクインした週のオリコンシングルチャートでプリンセス・プリンセスやWink、LINDBERG、DREAMS COME TRUEなど、当時のビッグアーティストが同日発売・同週初登場だった影響もあり、チェッカーズのシングルとしては7位と異例の低順位での初登場となった（最高位も7位。のちの1992年発表『Blue Moon Stone』も初登場順位、最高位共に7位である）。

## 収録曲
1. さよならをもう一度
  - 作詞／藤井郁弥　作曲／藤井尚之　編曲／THE CHECKERS FAM.
2. Hello
  - 作詞／藤井郁弥　作曲／武内享　編曲／THE CHECKERS FAM.
  - ライブではよく歌われており、「さよならをもう一度」よりも頻度は高かった。
  - 郁弥の大人っぽいラップ部分が特徴。